# Stanislaw Tomkiewicz
 (juillet 2020).
Stanislaw Tomkiewicz, né le 10 novembre 1925 à Varsovie et mort le 5 janvier 2003 à Paris, est un psychiatre et un psychothérapeute d'enfants et d'adolescents.

## Biographie
Stanislaw Tomkiewicz naît dans une famille juive aisée de Varsovie. Il survit au ghetto de Varsovie et est déporté au camp de Bergen-Belsen. À sa libération en 1945, il choisit de venir en France pour devenir médecin. Progressivement il guérit d'une grave tuberculose contractée dans le camp, puis il passe son baccalauréat et entame des études de médecine. Il s'engage au Parti communiste français, est nommé interne, puis chef de clinique à Hôpital de la Salpêtrière à Paris. Confronté aux positions antisémites et anticommunistes de certains psychiatres universitaires, il se rapproche alors de pédiatres œuvrant auprès d'enfants en difficulté.
À partir de 1965, il se consacre essentiellement à la recherche et devient directeur de l'unité INSERM 69 à Montrouge, ainsi qu'enseignant à l'université Paris VIII. En 1972, il quitte le PCF en raison, selon lui, de son propre engagement humaniste et de son opposition à toute forme de violence individuelle ou institutionnelle. Il s'engage publiquement en faveur du FLN algérien, contre toute forme de violence institutionnelle, pour la séparation de la neuropsychiatrie en deux disciplines autonomes, contre la psychiatrie asilaire, ou encore pour l'établissement d'une Convention des droits de l’enfant.
En 1991, il publie avec Pascal Vivet Aimer mal, châtier bien à propos des causes de la violence institutionnelle.
Il revient en 1999 sur sa jeunesse et l'expérience du ghetto et des camps, dans le premier volume de son autobiographie L'adolescence volée où il écrit notamment : « Si quelqu'un avait eu l'idée de me demander pourquoi je travaille avec les adolescents, j'aurais pu répondre : « C'est parce que je les aime ». Il n'était pas question d'avouer aux autres ou à moi même une vérité que j'ai mis des années à oser regarder en face : je travaille avec les adolescents parce qu'on m'a volé mon adolescence... L'expression peut paraître abusive. On a toujours une adolescence, bien sûr ; disons que la mienne, entre les murs rouges du ghetto de Varsovie et les barbelés de Bergen-Belsen, n'a pas été tout à fait normale ». Il en témoigne également dans le documentaire On l’appelait Tom de Daniel Kupferstein en 2011. Il consacre le deuxième volume de son autobiographie C'est la lutte finale etc. à son engagement politique. Il poursuivit ses activités de soin et de psychothérapie jusqu'à la fin de décembre 2002.

## Publications
- Aimer mal, châtier bien, avec Pascal Vivet, Seuil, 1991, 303 p.  (ISBN 9782020127882)
- L'adolescence volée, Calmann-Lévy, 1999, 253 p.  (ISBN 2012790135)
- Histoires de bêtes racontées à ma bien-aimée, Le Pli, 2001, 160,  (ISBN 2951595751)
- C'est la lutte finale etc., La Martinière, 2003, 299 p.  (ISBN 2846750556)
- Histoires à rêver debout, Le Pli, 2003, 176 p.  (ISBN 2951595778)